# Goran Lojo

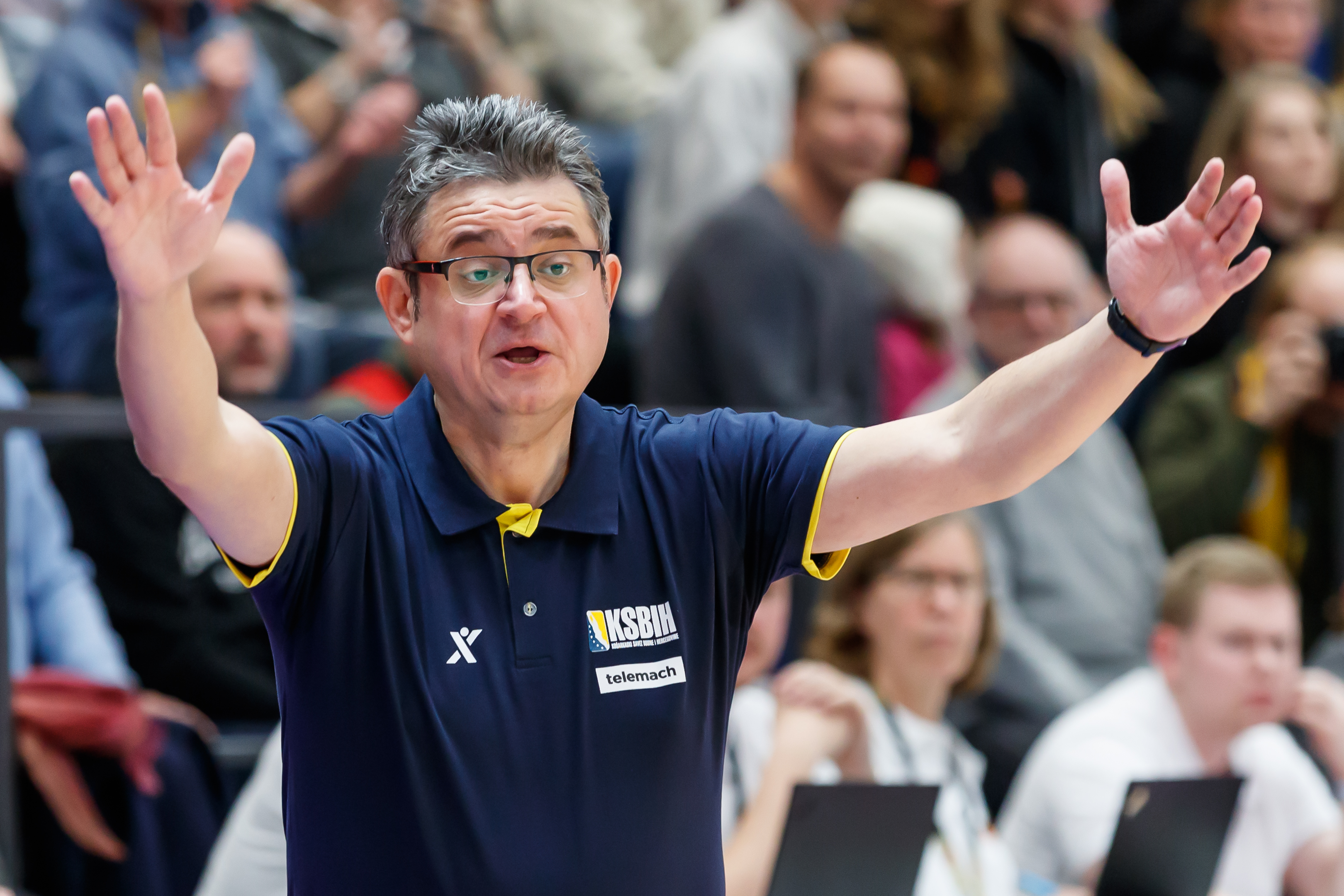
Goran Lojo, 2022

Goran Lojo (* 2. August 1976) ist ein bosnisch-herzegowinischer Basketballtrainer.

## Werdegang
Lojo war ab 2010 als Trainer bei den Damen von ŽKK Play Off Sarajevo tätig, Ende September 2017 wurde er zusätzlich Frauen-Nationaltrainer Bosnien und Herzegowinas. Zuletzt war er in Sarajevo als Sportdirektor beschäftigt, mit Beginn der Saison 2019/20 wurde er Trainer des deutschen Damen-Bundesligisten BG 74 Göttingen, war aber bereits im Laufe der vorherigen Spielzeit bei dem Verein, um Übergangstrainerin Klaudia Grudzien zu unterstützen. Neben seiner Tätigkeit in Göttingen war Lojo weiterhin Nationaltrainers seines Heimatverbandes. Nachdem er 2022 mit den Niedersächsinnen aus der Bundesliga abgestiegen war, kam es zwischen Lojo und Göttingen am Ende der Saison 2021/22 zur Trennung.
Die Damen-Nationalmannschaft Bosnien und Herzegowinas führte er bei der Europameisterschaft 2021 ins Viertelfinale und auf den fünften Platz. Ein besseres EM-Ergebnis war der Auswahl in ihrer vorherigen Geschichte nie gelungen. Unter Lojos Leitung sicherte man sich ebenfalls die Teilnahme an der Weltmeisterschaft 2022, dort blieb Bosnien und Herzegowina im September 2022 sieglos.
Im Juni 2022 gab der tschechische Erstligist Slovanka MB Tabor Lojos Verpflichtung bekannt. Anfang November 2022 trat er von dem Amt zurück.
Im Januar 2023 wurde er neuer Trainer des deutschen Damen-Bundesligisten Rutronik Stars Keltern. Im Februar 2023 beendete Lojo seine Arbeit als Nationaltrainer Bosnien und Herzegowinas, die er bis dahin weiterhin neben seinen Aufgaben in Tschechien und Deutschland ausübte. Mit Keltern gewann er im April 2023 die deutsche Meisterschaft. Im November 2023 wurde Lojo zusätzlich zu seinem Amt in Keltern Damen-Nationaltrainer Ugandas. Nach dem Ende der Saison 2023/24, in der er mit Keltern in der deutschen Meisterschaft Zweiter wurde, kam es zwischen Lojo und Keltern zur Trennung.
Zur Saison 2024/25 wechselte er zur BG Göttingen und wurde dort als Trainer im Nachwuchsbereich tätig. Lojo übernahm unter anderem das Traineramt bei Göttingens U19-Mannschaft in der Nachwuchs-Basketball-Bundesliga. 2025 wurde er Leiter des Göttinger Nachwuchsleistungsbereichs.